# Pogrom di Gugark
Il pogrom di Gugark fu un pogrom diretto contro la minoranza azera del distretto di Gugark (oggi parte della provincia di Lori) nella RSS Armena, allora parte dell'Unione Sovietica.
Il pogrom degli azeri a Gugark nel marzo 1988 seguì il precedente pogrom degli armeni a Sumgait alla fine di febbraio 1988. La persecuzione degli azeri continuò fino a quando quasi tutti fuggirono dalla regione. Il pogrom fu uno degli atti di violenza etnica nel contesto del conflitto del Nagorno-Karabakh, che sarebbe poi sfociato in una guerra.
Le fonti azere etichettano il pogrom come un "massacro" (in azero Quqark qırğını/qətliamı).

## Contesto

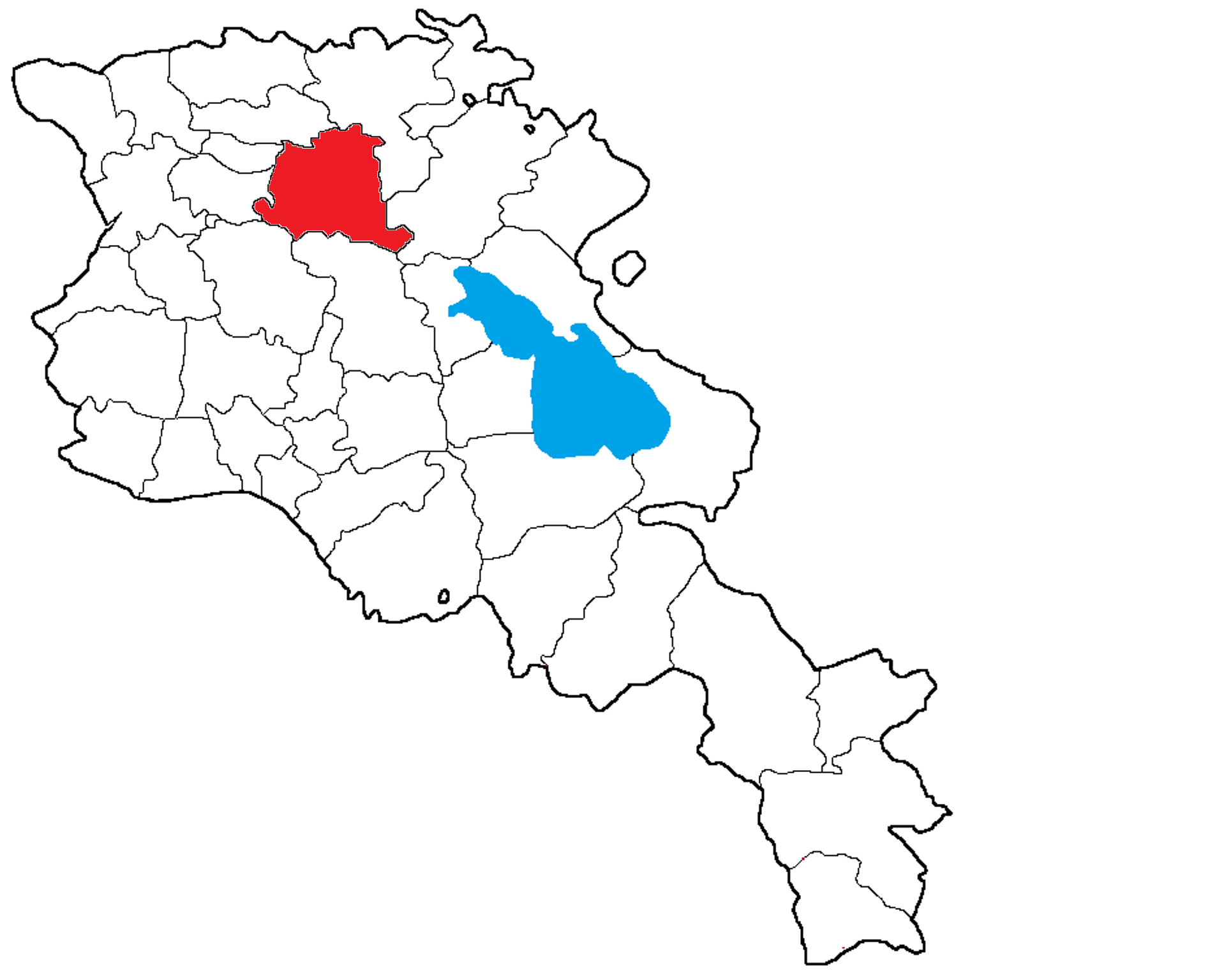
Posizione del distretto di Gugark (in rosso) all'interno della RSS armena.

Il distretto di Gugark, chiamato Boyuk Garakilsa (in azero Böyük Qarakilsə 'Grande Chiesa Nera') dai suoi abitanti azeri, era uno dei distretti della RSS Armena, allora parte dell'Unione Sovietica. In questa zona vivevano compattamente abitanti di etnia azera. In seguito alla dissoluzione dell'Unione Sovietica, il distretto entrò a far parte della Repubblica indipendente di Armenia, e sostituito con la Provincia di Lori.
Dopo il pogrom di Kirovabad, i rifugiati armeni di Gəncə si riversarono nel distretto di Gugark attraverso la Georgia. Le tensioni in Armenia tra gli armeni e gli azeri erano alte, poiché entrambi temevano un attacco dall'altra parte.

## Pogrom
Lo scontro etnico tra armeni e azeri iniziò nel marzo 1988. Gli armeni attaccarono le case degli azeri, mentre le autorità locali registrarono casi di percosse e rapine agli azeri da parte degli armeni, anche nei luoghi di lavoro con armeni che picchiavano i commercianti del mercato azero e rubavano i loro prodotti.
La violenza e la discriminazione contro gli azeri divamparono in tutta la RSS Armena nel novembre 1988. Gli azeri furono licenziati da diverse organizzazioni e dalle fabbriche della regione. La maggior parte delle vittime delle violenze si trovava nei territori settentrionali del Paese, compreso il distretto di Gugark. Gli armeni locali attaccarono e in alcuni casi uccisero gli azeri locali. Il Comitato Karabakh, per ridurre la possibilità di provocazioni, vigilava la città di notte, ma non poteva garantirne la piena protezione. Le autorità cercarono di proteggere gli azeri locali, mettendo soldati e agenti di polizia sulle strade che conducevano ai villaggi abitati dagli azeri. Quando gli azeri locali si ritrovarono scortati al di fuori della regione dalle autorità, è stato riportato che gli armeni avessero attaccato i convogli di azeri in fuga.
Il numero ufficialmente riportato di azeri uccisi nel villaggio di Gugark all'epoca era di undici. Secondo il giornalista armeno Mane Papyan, sette azeri furono uccisi a Vanadzor, mentre gli altri furono perseguitati ed esiliati. Secondo lo storico e pubblicista azero Arif Yunus, 21 azeri furono uccisi a Gugark. La lista di Yunus venne ripubblicata dall'ambasciata dell'Azerbaigian nel Regno Unito nel 2008. L'ex presidente di una fattoria collettiva nella regione, Stepan Ayvazyan, dichiarò che i gruppi colpevoli avevano bruciato i corpi dei morti a Shahumyan in modo che non potessero essere identificati.

## Reazione del governo
La radio armena riferì che il leader del Partito comunista e il capo del parlamento nella zona di Gugark avevano mostrato "miopia politica", e che il governo sovietico li aveva sollevati dalle loro funzioni. A seguito di ciò, un gruppo di circa 100 esperti arrivò da Mosca nella regione per indagare sugli omicidi. L'ufficio del procuratore generale dell'URSS avviò un procedimento penale per gli omicidi, ma gli autori non vennero mai trovati e il caso penale non fu risolto. Il primo procuratore generale dell'Azerbaigian, Ismat Gayibov, criticò le autorità sovietiche per non aver attirato abbastanza attenzione sugli eventi, nei quali solo quattro persone furono arrestate per le uccisioni. Secondo l'ex procuratore di Vanadzor, Grigori Shahverdyan, gli attacchi furono organizzati da piccoli gruppi di giovani armeni. La presidente del Comitato nazionale azero della Federazione internazionale di Helsinki per i diritti umani, Arzu Abdulayeva, dichiarò che l'opinione pubblica azera, al di là delle voci, non seppe nulla del pogrom degli azeri a Gugark per molto tempo a causa di un insabbiamento.

## Conseguenze
Nel 1989, molti azeri originari di Gugark tornarono per vendere i loro appartamenti o per ricevere un risarcimento per la perdita degli appartamenti dopo il terremoto di Spitak. Quando tutti gli affari furono completati, lasciarono tutti le loro case.
Secondo Arif Yunus, la parola "Gugark" era diventata un nome familiare per gli azeri, avendo lo stesso valore di "Sumgait" per gli armeni. Arzu Abdulayeva, sostenitrice della pace tra Armenia e Azerbaigian, ha affermato che gli eventi a Sumgait furono molto simili a quelli accaduti a Gugark.

### Nella letteratura
Il pogrom di Gugark è stata una delle ambientazioni principali del controverso romanzo Gugark dello scrittore azero Seymur Baycan. Il romanzo circondava la storia d'amore di un uomo azero di nome Seymur e di una donna armena di nome Anoush in mezzo ai pogrom a Baku e Gugark. Baycan evitò le dure critiche in Azerbaigian citando solo l'espulsione degli armeni, e non le vessazioni o le violenze contro gli armeni. Il romanzo fu generalmente ben accolto in Azerbaigian nonostante il suo controverso messaggio di pace. Al contrario, Akram Aylisli, l'autore di un'opera simile Daş yuxular (Sogni di pietra) che descrive gli eventi dei pogrom di Baku e Sumgait, fu condannato in Azerbaigian e perseguitato dalle autorità azere. Critici come Mikail Mamedov, paragonando Gugark a Daş yuxular, criticarono Gugark per non essere ben scritto e quindi privo di qualsiasi messaggio potente.